# Royal Fassin

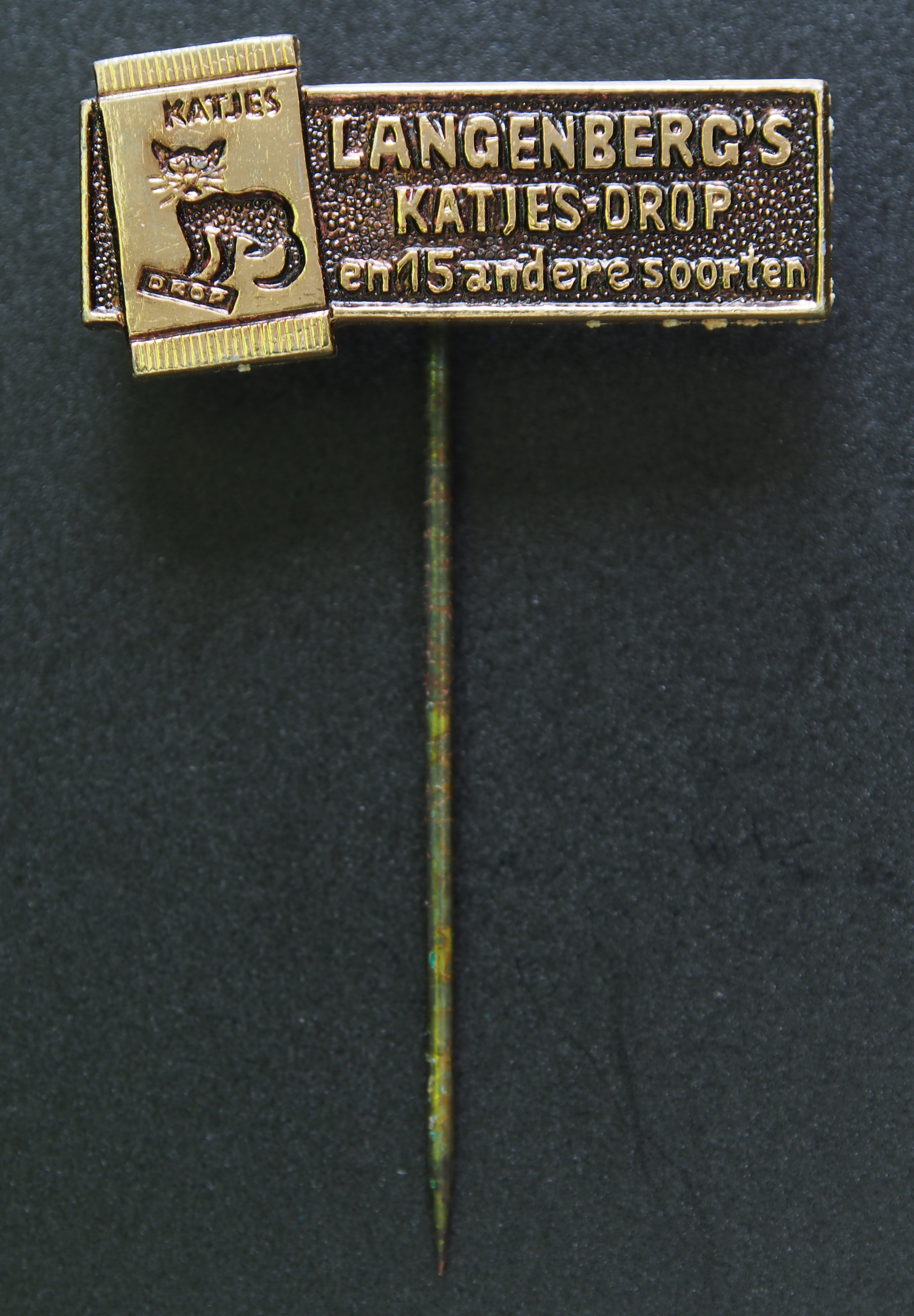
Speldje van Katjes drop

Royal Fassin B.V. is een Nederlands bedrijf dat het dropmerk Katja produceert.

## Geschiedenis
In november 1911 richtte Jozef Franz Ludgerus Langenberg in een pand van grenscafé De Peer in 's-Heerenberg een handel in vliegenvangers en rattengif op. In 1920 trad zijn stiefzoon Xaver Fassin als partner tot het bedrijf toe, dat de naam Langenberg & Co kreeg. De firma werd in 1926 omgezet werd in een nv, de Chemische Fabriek v/h Langenberg en Co, die na de dood van de oprichter in 1938 voortgezet werd door Fassin. In 1930 werd begonnen met de eigen productie van vliegenvangers. Om ook buiten de zomerproductie (het vliegenvangersseizoen) arbeid te garanderen, werd tevens drop geproduceerd. Voor beide is suikerstroop een grondstof. In de jaren daarna werd de katjesdrop ontwikkeld met behulp van de vormgiettechnieken van de kunststoffenindustrie. Het bedrijf, dat in 1936 naar een nieuwbouw aan de Lengelseweg verhuisde, werd producent van zowel diverse chemische als suikerwarenproducten. In 1950 werd het bedrijf gesplitst. De productie van gegoten drop (zoals katjesdrop en kokindjes) werd verplaatst naar Emmerik (Duitsland) onder leiding van Klaus Fassin, terwijl zijn broer Helmut Fassin de getrokken productie (dropveters) in 's Heerenberg voor zijn rekening nam. Het Duitse bedrijf heet Katjes Fassin GmbH & Co. KG en had in 2008 een omzet van 189 miljoen euro. Het Nederlandse bedrijf, onder de naam Langenberg-Fassin B.V., stopte in de jaren 60 met de productie van chemische producten en legde zich geheel toe op dropproducten, onder de merknaam Nicolientje, die later vervangen werd door Katja. In 2005 werd Langenberg-Fassin B.V. omgedoopt in Fassin B.V. en in 2006 werd het merk Fascini opgericht voor de internationale markt. Fassin kreeg in 2010 het predicaat Koninklijk. Sinds het tweede decennium van deze eeuw vervangen Katja en Katjes de dierlijke gelatine in alle producten, waardoor deze ook geschikt zijn voor vegetariërs, joden en moslims.